# Danilo Pereira
Danilo Luís Hélio Pereira CvIH ComM  (n. 9 septembrie 1991, Bissau, Guineea-Bissau), cunoscut sub numele de Danilo Pereira (pronunție în portugheză [dɐnˈilu pɨɾˈɐjɾɐ] ), este un fotbalist portughez, care joacă pe post de mijlocaș defensiv sau fundaș central la Al-Ittihad în Liga Profesionistă din Arabia Saudită. Pe plan internațional, are prezențe la națională pentru Portugalia U18⁠(d), Portugalia U19⁠(d), Portugalia U20⁠(d), Portugalia U21⁠(d) și Portugalia.
A trecut prin academia de tineret a lui Benfica, înainte de a semna cu Parma din Serie A italiană în 2010. A fost împrumutat consecutiv la diferite cluburi, înainte de a fi semnat de Marítimo în 2013. În iulie 2015, s-a alăturat lui Porto pentru o sumă de 4,5 milioane de euro, câștigând două titluri de Primeira Liga și o Taça de Portugal în timp ce făcea parte din echipa care a câștigat o dublă în 2020, făcând 202 apariții oficiale pentru ei. În octombrie 2020, a fost transferat la Paris Saint-Germain cu un contract inițial de împrumut pe un an; semnat în propietate la finalul sezonului.
Născut în Guineea-Bissau, Pereira a reprezentat Portugalia la nivelurile de tineret sub-18, sub-19, sub-20 și sub-21, ajungând în finala Cupei Mondiale FIFA sub-20 din 2011 . Și-a făcut debutul la naționala mare în 2015 și a făcut parte din echipele care au câștigat UEFA Euro 2016 și finala UEFA Nations League 2019 pe teren propriu.

## Statistici internaționale

### Internațional
La meciul jucat pe 27 septembrie 2022.
| Națională  | An    | Selecții | Goluri |
| ---------- | ----- | -------- | ------ |
| Portugalia | 2015  | 7        | 0      |
| Portugalia | 2016  | 10       | 1      |
| Portugalia | 2017  | 10       | 0      |
| Portugalia | 2018  | 4        | 0      |
| Portugalia | 2019  | 6        | 1      |
| Portugalia | 2020  | 7        | 0      |
| Portugalia | 2021  | 11       | 0      |
| Portugalia | 2022  | 8        | 0      |
| Total      | Total | 63       | 2      |

| Nu. | Data           | Locul de desfășurare                 | Selecție | Adversar | Scor | Rezultat | Competiție                           |
| --- | -------------- | ------------------------------------ | -------- | -------- | ---- | -------- | ------------------------------------ |
| 1   | 8 iunie 2016   | Estádio da Luz, Lisabona, Portugalia | 12       | Estonia  | 4 –0 | 7–0      | Amical                               |
| 2   | 25 martie 2019 | Estádio da Luz, Lisabona, Portugalia | 32       | Serbia   | 1 –1 | 1–1      | Meci de calificare la UEFA Euro 2020 |

## Palmares
Porto
- Primeira Liga : 2017–18,[7] 2019–20 [8]
- Taça de Portugal : 2019–20

Paris Saint-Germain
- Liga 1 : 2021–22 [9]
- Cupa Franței : 2020–21 [10]
- Trophée des Champions : 2020,[11] 2022 [12]

Portugalia sub 20
- Subcampionul FIFA U-20 la Cupa Mondială : 2011 [13]

Portugalia
- Campionatul European UEFA : 2016 [14]
- UEFA Nations League : 2018–19 [15]
- Locul trei în Cupa Confederațiilor FIFA : 2017 [16]